# FC Codru Lozova
El FC Codru Lozova es un club de fútbol de la ciudad de Lozova, Moldavia. El equipo disputa sus partidos como local en el Stadionul Satului y juega en la División Nacional de Moldavia, la primera división del fútbol moldavo.

## Palmarés
- Divizia A (1): 2018